# Pedra de Tängelgårda

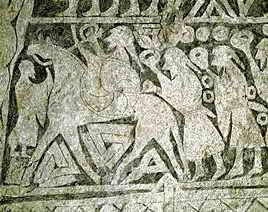
Detall de la pedra de Tängelgårda

La Pedra de Tängelgårda és una estela decorada amb imatges de l'època vikinga, datada del segle viii i situada en la parròquia de Lärbro, Gotland, Suècia. La peça mostra escenes de guerrers que duen uns anells: un n'és un genet i possiblement representa el déu Odin, amb símbols del valknut dibuixats davall del cavall.